# Thurgood Marshall College

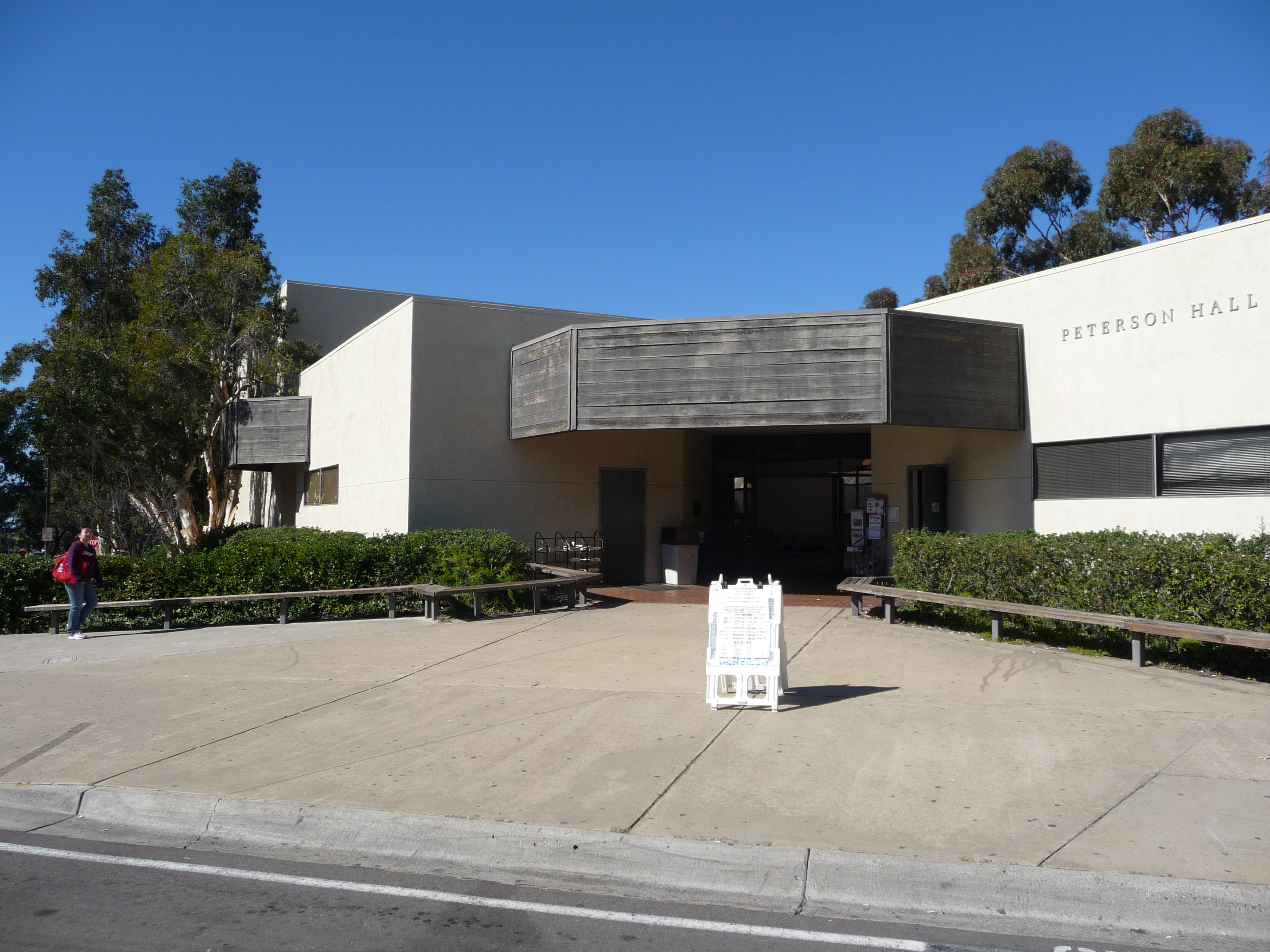
Peterson Hall au Marshall College de l'UCSD.

Le Thurgood Marshall College est un des six collèges du premier cycle de l'université de Californie à San Diego. 
Fondé en 1970 sous le nom de Third College, il se donna pour objectif de mettre l'accent sur le multiculturalisme, notamment par la création de départements d'études variés au cours des décennies suivantes : Études ethniques, Études du Tiers monde, African-American studies, Urban studies et pédagogie.
Après une première tentative au début des années 1990 de renommer l'établissement sous le nom de Martin Luther King, le Third College changea officiellement de nom en 1993 pour rendre hommage à Thurgood Marshall, premier juge afro-américain à la Cour suprême des États-Unis, qui fut remarqué par ses positions progressistes, en particulier dans le domaine des droits civiques.